# Adolfo Bielli
Adolfo Alberto Bielli (Ciudad de Buenos Aires, 15 de junio de 1940; fallecido 19 de noviembre de 2021) es un ex jugador de fútbol argentino; se desempeñó como puntero izquierdo.

## Clubes

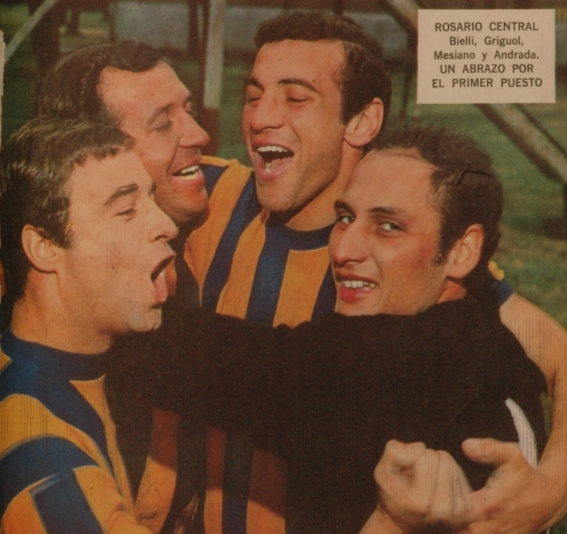
Bielli junto a Carlos Griguol, José Agustín Mesiano y Edgardo Andrada festejando un triunfo de Rosario Central.

Surgido de Boca Juniors, solo alcanzó a jugar un partido en el primer equipo, durante el Campeonato de Primera División 1961. Su siguiente destino fue Estudiantes de La Plata, equipo con el que logró buenos rendimientos que lo llevaron a ser convocado a la Selección Argentina; con el pincha disputó 66 cotejos y marcó 20 goles.
En 1965 fue contratado por Rosario Central, que realizó una importante inversión para adquirir  las fichas de delanteros destacados, tales como el Bocha y los uruguayos José Sasía y Julio César Cortés.
 Su debut oficial se produjo en la primera fecha del Campeonato de Primera División de dicho año, cuando Central derrotó a Estudiantes 2-0 en La Plata. En esta temporada acumuló 31 presencias y convirtió 5 tantos. El 17 de agosto le marcó un gol a Real Madrid en partido amistoso que finalizó igualado en dos. En la siguiente temporada su estadística marcó 20 partidos jugados y 4 tantos, mientras que en 1967 se afianzó como titular con 13 goles en 35 cotejos y siendo pieza importante en las buenas campañas llevadas a cabo en los torneos Metropolitano y Nacional; además convirtió el único tanto del clásico rosarino disputado el 19 de marzo en Arroyito. Su último año en Central fue 1968, en el cual solo sumó tres partidos, totalizando 89 presencias y 22 goles en su etapa auriazul.
Prosiguió su carrera en Liverpool Fútbol Club de Uruguay en 1971, mientras que al año siguiente se integró a las filas del Club Atlético Argentino de Las Parejas, provincia de Santa Fe, con el que se consagró campeón de la Liga Cañadense de Fútbol.

## Selección nacional
En la Selección Argentina disputó 5 cotejos en 1964, marcando un gol. Su debut se produjo en la Copa de las Naciones ante Portugal, en el Estadio Maracaná. Argentina ganó 2-0 con tantos de Alfredo Rojas y Alberto Rendo. Su único gol en la Selección lo marcó el 23 de septiembre en la cancha de River Plate contra Chile por la Copa Carlos Dittborn, triunfo albiceleste 5-0 con anotaciones además de Luis Artime (2), Ermindo Onega y Alberto Rendo. También participó en la Copa Rosa Chevallier Boutell versus Paraguay. Argentina obtuvo el título en los tres certámenes, bajo el comando del entrenador José María Minella.

### Detalle de partidos
| Torneo                       | Fecha                    | Estadio              | Rival    | Resultado | Goles |
| ---------------------------- | ------------------------ | -------------------- | -------- | --------- | ----- |
| Copa de las Naciones         | 31 de mayo de 1964       | Maracaná             | Portugal | 2-0       | 0     |
| Copa Carlos Dittborn         | 24 de septiembre de 1964 | C. A. River Plate    | Chile    | 5-0       | 1     |
| Copa Carlos Dittborn         | 14 de octubre de 1964    | Nacional de Santiago | Chile    | 1-1       | 0     |
| Copa Rosa Chevallier Boutell | 25 de noviembre de 1964  | Defensores del Chaco | Paraguay | 0-3       | 0     |
| Copa Rosa Chevallier Boutell | 8 de diciembre de 1964   | C. A. River Plate    | Paraguay | 8-1       | 0     |

## Palmarés

### Torneos internacionales
| Selección | Título                       | Año  |
| --------- | ---------------------------- | ---- |
| Argentina | Copa de las Naciones         | 1964 |
| Argentina | Copa Carlos Dittborn         | 1964 |
| Argentina | Copa Rosa Chevallier Boutell | 1964 |

### Torneos regionales
| Equipo                  | País      | Título                   | Año  |
| ----------------------- | --------- | ------------------------ | ---- |
| Argentino (Las Parejas) | Argentina | Liga Cañadense de Fútbol | 1972 |